# Romainmôtier-Envy
Romainmôtier-Envy es una comuna suiza perteneciente al distrito de Jura-Nord vaudois en el cantón de Vaud.
La comuna fue creada en 1970 mediante la fusión de las antiguas comunas de Romainmôtier y Envy.
La comuna es famosa por albergar la abadía del priorato de Romainmôtier, un antiguo priorato cluniacense fundado por Román de Condat.
Se encuentra unos 5 km al sureste de la frontera con Francia y unos 15 km al suroeste de Yverdon-les-Bains.

## Demografía
La comuna ha tenido la siguiente evolución demográfica: